# Dorita Burgos
Dorita Burgos (Buenos Aires; 2 de agosto de 1935) es una vedette, actriz, cantante, bailarina y animadora argentina con una amplia trayectoria en teatro, cine y televisión.

## Carrera
Burgos fue una destacada bailarina, con su escultural cuerpo y grandes dotes sobre el escenario brilló como primera vedette en numerosas revistas porteñas. En la pantalla grande se lució con eximios actores como Jorge Porcel, Alberto Olmedo, Beba Bidart, Juan Carlos Altavista, Osvaldo Pacheco, Adolfo García Grau Santiago Bal, Adolfo Linvel, Menchu Quesada, Alberto Anchart, Nelly Beltrán, Guido Gorgatti, Rolo Puente, Silvia Merlino, Osvaldo Canónico, entre muchos otros.

## Filmografía
- 1967: Villa Cariño
- 1968: Villa Cariño está que arde
- 1971: El veraneo de los Campanelli
- 1972: El picnic de los Campanelli
- 1973: Los caballeros de la cama redonda[2]

## Televisión
- 1969: El show de Pinocho, con Juan Carlos Mareco.
- 1960: Rubias de Nueva York (cosas que canto Gardel)
- 1961/1971: Viendo a Biondi
- 1965: La tuerca
- 1969: Ciclo de Myriam de Urquijo
- 1969: Las travesuras de Don Pelele
- 1971/1972: Las cosas de los Campanelli

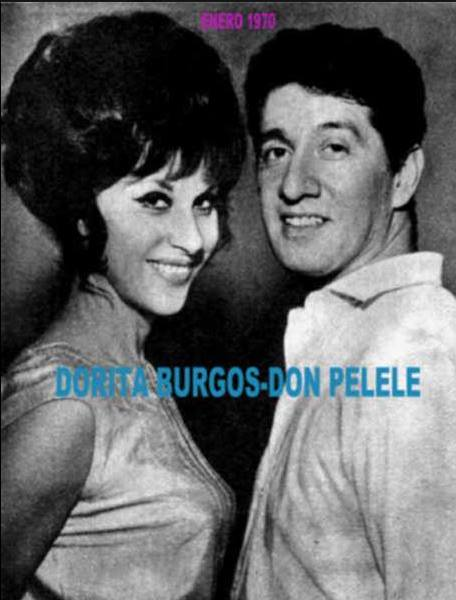
Dorita Burgos y Don Pelele en una temporada teatral de 1970.

- 1971: Beto Rockefeller
- 1972: Revista de revistas
- 1973: El Sangarropo
- 1973: El tango del millón
- 1979: Los Campanelli [3]

## Teatro
Formó por varios años una compañía de comedias cómicas junto con su entonces marido, el comediante Don Pelele con quien entrenó entre algunas obras La virgencita de madera.
Bailarina y primera vedette durante las décadas del '60 y '70, actuó en famosos teatros como El Nacional, el Cómico, el Tabarís y el Maipo. Entre su amplio labor en teatro se destacan las obras: 
- Ni Militar, ni Marino… El Presidente Argentino (1956), junto con los actores Severo Fernández, Enrique Serrano, Carlos Fioriti, Pedro Quartucci, Margarita Padín, Paquita Morel, y las vedettes Lilián del Río y Ethel Rojo, entre otros.[4]
- Nerón cumple (1957), con la "Gran Compañía Argentina de Revistas" con Pepe Arias, Nélida Roca, Adolfo Stray, Egle Martin, Tato Bores, Rafael Carret y Thelma del Río.
- Hay que cambiar los botones...! (1960) con Pepe Arias, Juanita Martínez, Alicia Márquez y Alfredo Barbieri.
- Calma… Calma… Cada Cual Tendrá Su… Impala (1960), en el Teatro El Nacional con Adolfo Stray, Vicente Formi, Roberto García Ramos, Mabel Luna, Marlene, Lucho Navarro, Pepe Parada, Miguel Cossa y Oscar Villa.
- Lo que no se ve en TV, se ve en el Maipo (1961), con Pepe Arias, Pepe Parada, Vicente Rubino y Alfredo Barbieri.
- ¡Chorros de petróleo!  (1961) , en el Teatro El Nacional con Adolfo Stray, Bob Bromley, Hermanas Berón, Beba Bidart, Vicente Formi, Juan Carlos Mareco (Pinocho), Roberto García Ramos, Rita Varola, Ángel Eleta, Pepe Parada, Miguel Cossa y Susana Brunetti.
- Volverán las oscuras golondrinas (1961), con Pepe Arias, Vicente Rubino, Rafael Carret, Paquita Morel, Dorys del Valle e Hilda Grey.[5]
- Buenos Aires de seda y percal (1963), encabezada por Niní Marshall, junto con Mirtha Legrand, Mariano Mores, Antonio Prieto, Rafael Carret, Susy Leiva, Néstor Fabián y Enrique Dumas.[6]
- Escándalo en Mar del Plata (1965), estrenada en el Teatro Neptuno de Mar del Plata con la "Compañía Pepe Arias" , junto con Dringue Farías, Nini Marshall, Don Pelele, Maruja Montes, Guillermo Rico, Dorys del Valle y Marty Cosens.
- Vos que lo tenes, cuidalo (1965) - Teatro Maipo, con la compañía que formó junto con la vedette Maruja Montes, encabezada por Pepe Arias, Niní Marshall, Tito Lusiardo, Norma Pons y Mimí Pons.
- Los coristas rebeldes (1966), con Don Pelele, Vicente Rubino, Hilda Mayo, Pochi Grey, Carlos Scazziotta, Pedro Sombra y las hermanas Pons.
- Ritmo, turismo y nudismo (1966)
- Arriba las polleras (1966)
- Mujeres 100% (1970), junto a Pepe Marrone, Juanita Martínez, Vicente Rubino, Hilda Mayo, Don Pelele, Argentinita Vélez y Mimí Pons.
- La revista del tango (1985)[7]
- La virgencita de madera en el Teatro Cómico.

También hizo una revista cómica con la vedette Egle Martin, Adolfo Stray, Mario Pugliese, Nelly Raymond, Cariño y su Orquesta y el bailarín y Ángel Eleta.
También se lució por sus dotes vocales al interpretar tangos como Julián.

## Galardones
En 1960 ganó un Premio Martin Fierro como mejor labor femenina en show por su participación junto a Julio Sosa en el programa Copetín del tango.

## Vida privada
Estuvo casada por largo tiempo con los actores Don Pelele y Héctor Fuentes.
En el año 2010 participó en el show de la presentación del libro "Teatro Maipo - 100 años de historia entre bambalinas", en donde cantó el tango "Julián".